# Heroj (1983.)
Heroj (hindski jezik: हीरो) indijski je povijesni akcijski film redatelja Sublasha Ghaja, u kojem glavnu ulogu tumače glumac Jackie Shroff i glumica te bivša Miss Indije Meenakshi Sheeshadri.

## Uloge
- Jackie Shroff — Jackie
- Meenakshi Sheeshadri — Radha
- Sanjeev Kapoor — Damodar Mathur
- Shammi Kapoor — Shrikanha Mathur
- Amrish Puri — Pasha
- Madhan Puri — Bharat
- Bindu — Jamuna
- Bharat Bhushan — Ramu
- Shakti Kapoor — Jimmy

## Popis pjesama iz filma
| Br. | Skladba                            | Trajanje |
| --- | ---------------------------------- | -------- |
| 1.  | »Ding Dong«                        | 8:27     |
| 2.  | »Mahobbat Ye Mahobbat«             | 6:45     |
| 3.  | »Lambi Judaai«                     | 6:26     |
| 4.  | »Nindya Se Jaagi Bahaar«           | 6:18     |
| 5.  | »Pyar Karne Wale Kabhi Darte Nahi« | 5:55     |
| 6.  | »Tu Mera Hero Hai«                 | 8:03     |